# Sowjetische Verfassung von 1977

Sowjetverfassung, Briefmarke 1977

Die sowjetische Verfassung von 1977 (russisch Конституция СССР 1977 года; auch Breschnew-Verfassung genannt) war die dritte und letzte der Verfassungen der UdSSR. Sie wurde am 7. Oktober 1977 vom Obersten Sowjet unter dem Vorsitzenden des Präsidiums Leonid Iljitsch Breschnew angenommen und löste die Verfassung von 1936 ab.
Die Verfassung verteidigte die absolute Herrschaft der Arbeiter, die sogenannte Diktatur des Proletariats, unter der Führung der Kommunistischen Partei der Sowjetunion und die Vorschläge zur Entwicklung des Kommunismus im Land; sie legte auch einen neuen Text der Hymne der Sowjetunion und Änderungen an Flagge und Staatswappen der Sowjetunion fest.
Die Union der Sozialistischen Sowjetrepubliken sollte eine aus allen sie bildenden Völkern zusammengesetzte Nation sein, die sich zu Werten und Bedürfnissen von Arbeitern, Bauern, Intellektuellen und der Arbeiterklasse aller Nationen und Nationalitäten bekannte.
Als ein schweres Verbrechen sah die Verfassung den so genannten Parasitismus an, der sich in der Ausbeutung der Arbeiter äußerte. Verpflichtend war für Männer der Militärdienst als Ausdruck der Liebe zum Vaterland der Werktätigen. Das sozialistische Eigentum sollte gegen Vandalismus und Korruption verteidigt werden. Die Verteidigung des Sozialismus erforderte die Erziehung zu neuen Menschen mit sozialistischem Bewusstsein.
Rechte des Individuums wurden nur im Zusammenhang mit den Bedürfnissen des Kollektivs respektiert. Die Verfassung mehrte das Recht auf Religionsausübung und sagte Presse-,  Demonstrations- und Redefreiheit zu einschließlich der Rechte an Kunst, auf Privatsphäre und Sicherheit von Heim und Familie wie auf soziale Sicherheit.
Die Verfassung enthielt auch einen Abschnitt betreffend das Ausscheiden von Republiken aus dem Verband der UdSSR, was später zur Zeit der Auflösung der Sowjetunion bedeutsam werden sollte.
Das Datum der Annahme der Verfassung, der 7. Oktober 1977, nahm Bezug auf den Beginn der Oktoberrevolution am 7. November 1917.
Die sozialistische Verfassung wurde durch die Verfassung der Russischen Föderation 1993 ersetzt, die grundlegende Rechte des Individuums und der Bürgerfreiheiten verteidigte.
Der formelle Staatsaufbau der Sowjetunion von 1977 bis 1988 aus den so genannten Sowjets der verschiedenen Ebenen und Nationen ergibt sich aus folgendem Schaubild:

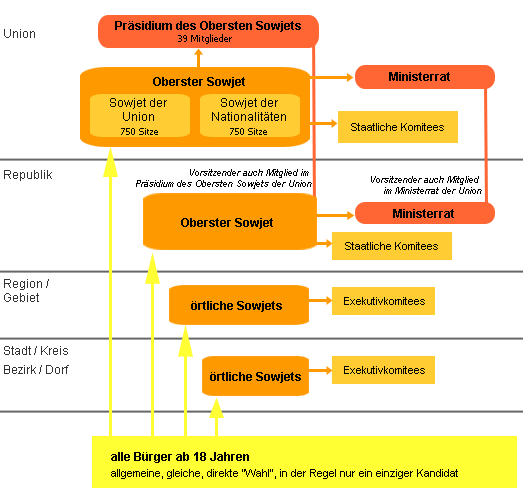
Sowjetsystem in der UdSSR 1977 bis 1988: Sowjets der Volksdeputierten auf den verschiedenen Verwaltungsebenen. Die wahre Macht ging de facto allerdings auf allen Ebenen von den entsprechenden Parteiorganen der KPdSU aus, deren Hierarchie hier nicht dargestellt wird.